# Vass
Vass és una població dels Estats Units a l'estat de Carolina del Nord. Segons el cens del 2000 tenia 750 habitants.

## Demografia
Segons el cens del 2000, Vass tenia 750 habitants, 304 habitatges i 207 famílies. La densitat de població era de 95,6 habitants per km².
Dels 304 habitatges en un 31,9% hi vivien nens de menys de 18 anys, en un 46,4% hi vivien parelles casades, en un 16,1% dones solteres, i en un 31,6% no eren unitats familiars. En el 27,3% dels habitatges hi vivien persones soles el 9,9% de les quals corresponia a persones de 65 anys o més que vivien soles. El nombre mitjà de persones vivint en cada habitatge era de 2,47 i el nombre mitjà de persones que vivien en cada família era de 2,96.
Per edats la població es repartia de la següent manera: un 24,4% tenia menys de 18 anys, un 9,3% entre 18 i 24, un 28,9% entre 25 i 44, un 21,2% de 45 a 60 i un 16,1% 65 anys o més.
L'edat mediana era de 38 anys. Per cada 100 dones de 18 o més anys hi havia 88,4 homes.
La renda mediana per habitatge era de 27.188 $ i la renda mediana per família de 33.250 $. Els homes tenien una renda mediana de 27.292 $ mentre que les dones 23.125 $. La renda per capita de la població era de 15.165 $. Entorn del 14,4% de les famílies i el 23,4% de la població estaven per davall del llindar de pobresa.

## Poblacions més properes
El següent diagrama mostra les poblacions més properes.